# Giornale di Sicilia
O Giornale di Sicilia é um diário de circulação nacional da Sicília. Sua sede central é Palermo, dez publicações locais, uma cada cada província siciliana e uma para a cidade de Palermo, além de uma edição nacional. O periódico foi fundado logo após a chegada de Giuseppe Garibaldi à Sicília em 7 de junho de 1860. Em agosto de 2017, o Giornale di Sicilia é comprado pela concorrente Gazzetta del Sud.

## Tiragem
| Ano  | Cópias vendidas |
| ---- | --------------- |
| 2008 | 64.101          |
| 2007 | 64.079          |
| 2006 | 64.108          |
| 2005 | 63.838          |
| 2004 | 63.873          |
| 2003 | 64.857          |
| 2002 | 63.612          |
| 2001 | 66.306          |
| 2000 | 66.137          |
| 1999 | 65.779          |
| 1998 | 66.344          |
| 1997 | 67.131          |
| 1996 | 63.577          |

Fonte: Accertamenti Diffusione Stampa (Ads)